# Pivka (Pivka)

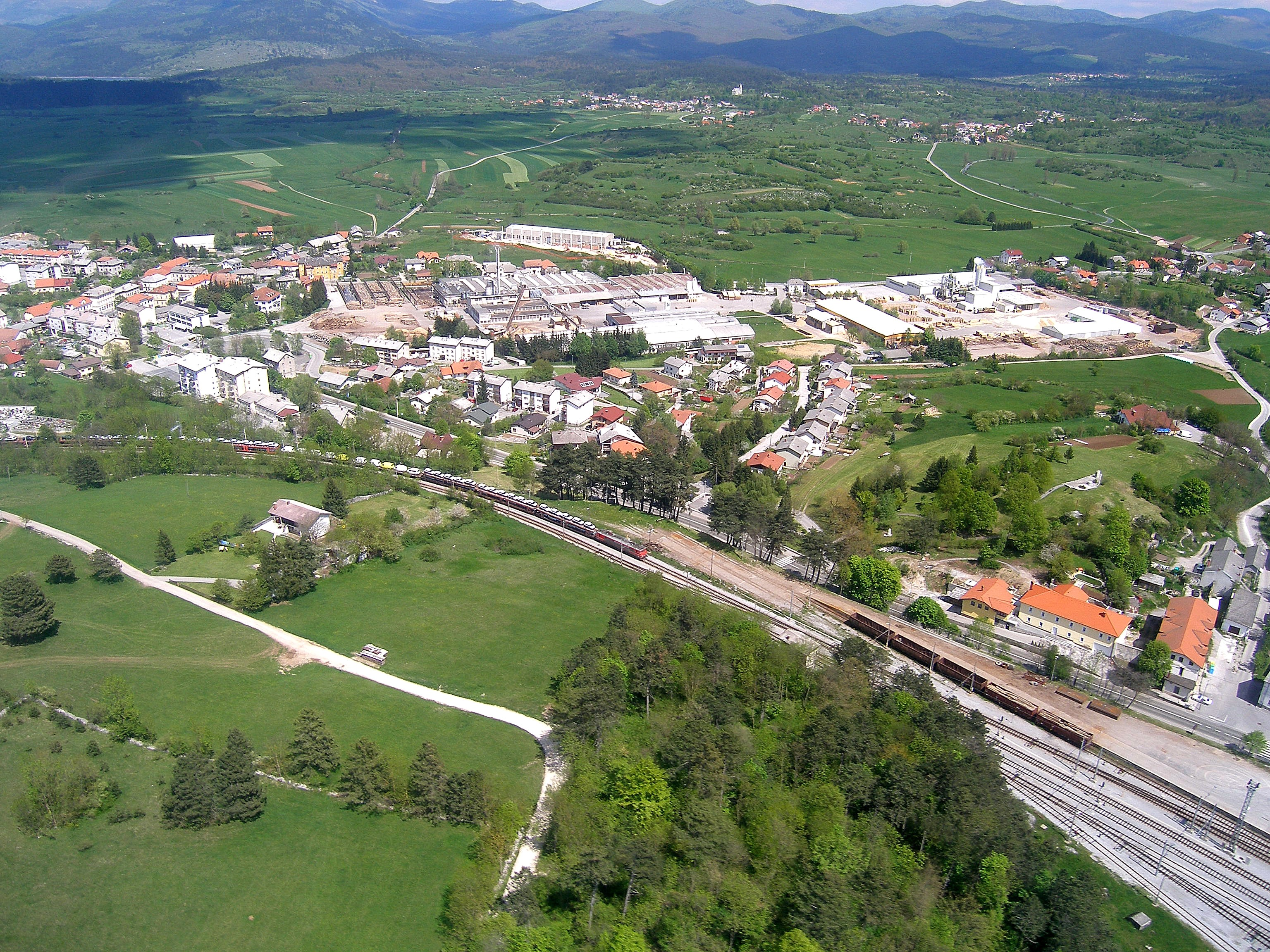
Pivka, 2008

Die Ortschaft Pivka  [ˈpiːu̯ka] (bis 1952 Šempeter na Krasu, vormals auch Št. Peter na Krasu, deutsch: St. Peter am Karst, italienisch San Pietro del Carso) ist der Hauptort der  aus 29 Ortschaften bestehenden Gemeinde Pivka in der Region Innerkrain im Südwesten von Slowenien.

## Geschichte
Pivka wurde erstmals im Jahr 1300 als Villa Sancti Petri super Piucha („St. Peter über dem Fluss Pivka“) und 1498 als Sannt Peter erwähnt. Der Name der Siedlung wurde 1952 in Pivka geändert. Der Name wurde auf der Grundlage des Gesetzes über Siedlungsnamen und Bezeichnungen von Plätzen, Straßen und Gebäuden von 1948 geändert, als Teil der Bemühungen der slowenischen kommunistischen Nachkriegsregierung, religiöse Elemente aus Toponymen zu entfernen. Bevor der Name Pivka den ursprünglichen Namen der Siedlung ersetzte, bezog er sich ursprünglich auf den Fluss Pivka. Dieser Name wurde erstmals 1300 als Piuca oder Piucha (und 1335 als Peucha) erwähnt.
Der Bau der Südbahn Mitte der 1850er Jahre war Voraussetzung für die wirtschaftliche Entwicklung in der Region. 1934 kaufte die Familie Windischgrätz ein stillgelegtes Sägewerk in Pivka (damals Šentpeter na Karst). Fürst Eduard Vinzenz Windisch-Graetz zog im Oktober 1935 mit seiner Familie nach Pivka, wo er die Leitung des Sägewerks übernahm. Unter seiner Führung begannen 1937 die Produktion von Holzsperrholz. Diese Aktivitäten markierten den Beginn der Industrialisierung in Pivka.

## Sehenswürdigkeiten
- Pivka-Landschaftsschutzpark
- Militärhistorischer Park Park vojaške zgodovine. Zu sehen sind dort Panzer, Kettenfahrzeuge und Artilleriegeschütze aus früheren Zeiten sowie moderne Fahrzeuge, die die slowenische Armee auf Grund des Beitrittes zur NATO nicht mehr benötigt. Gezeigt wird diese umfangreiche Sammlung in einer alten Kaserne.[8]

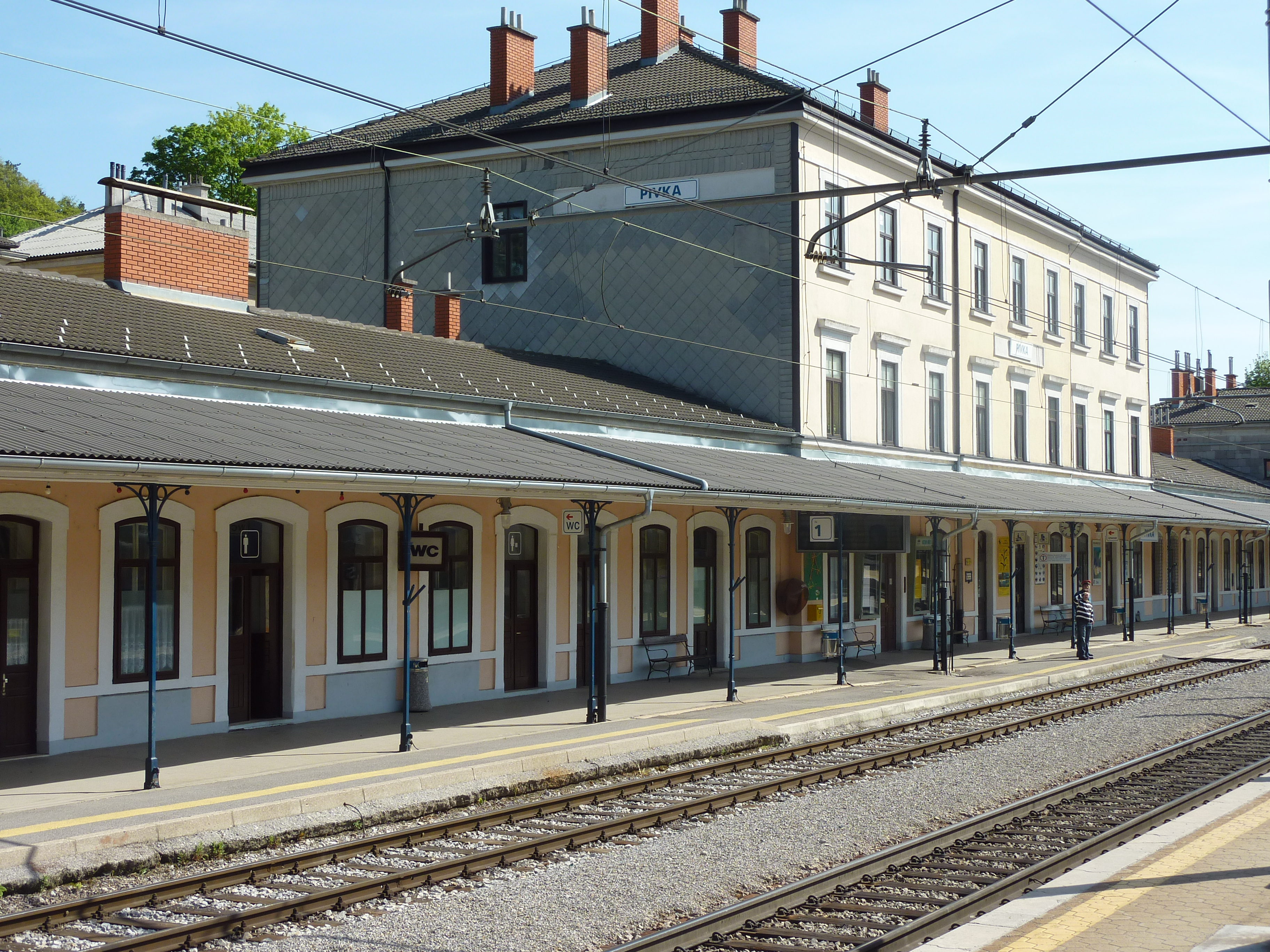
Bahnhof Pivka (2011)
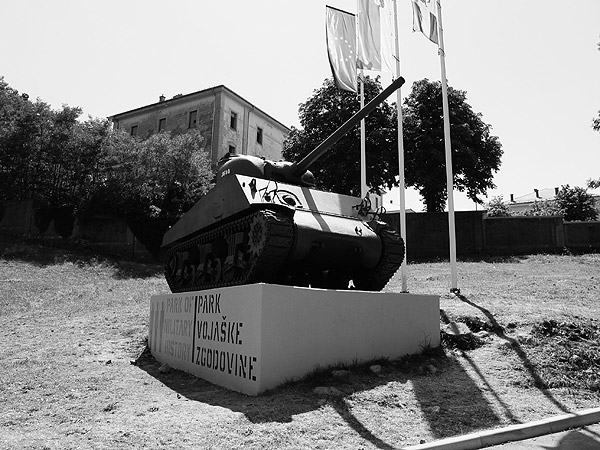
Militärhistorischer Park Pivka und Sherman Tank
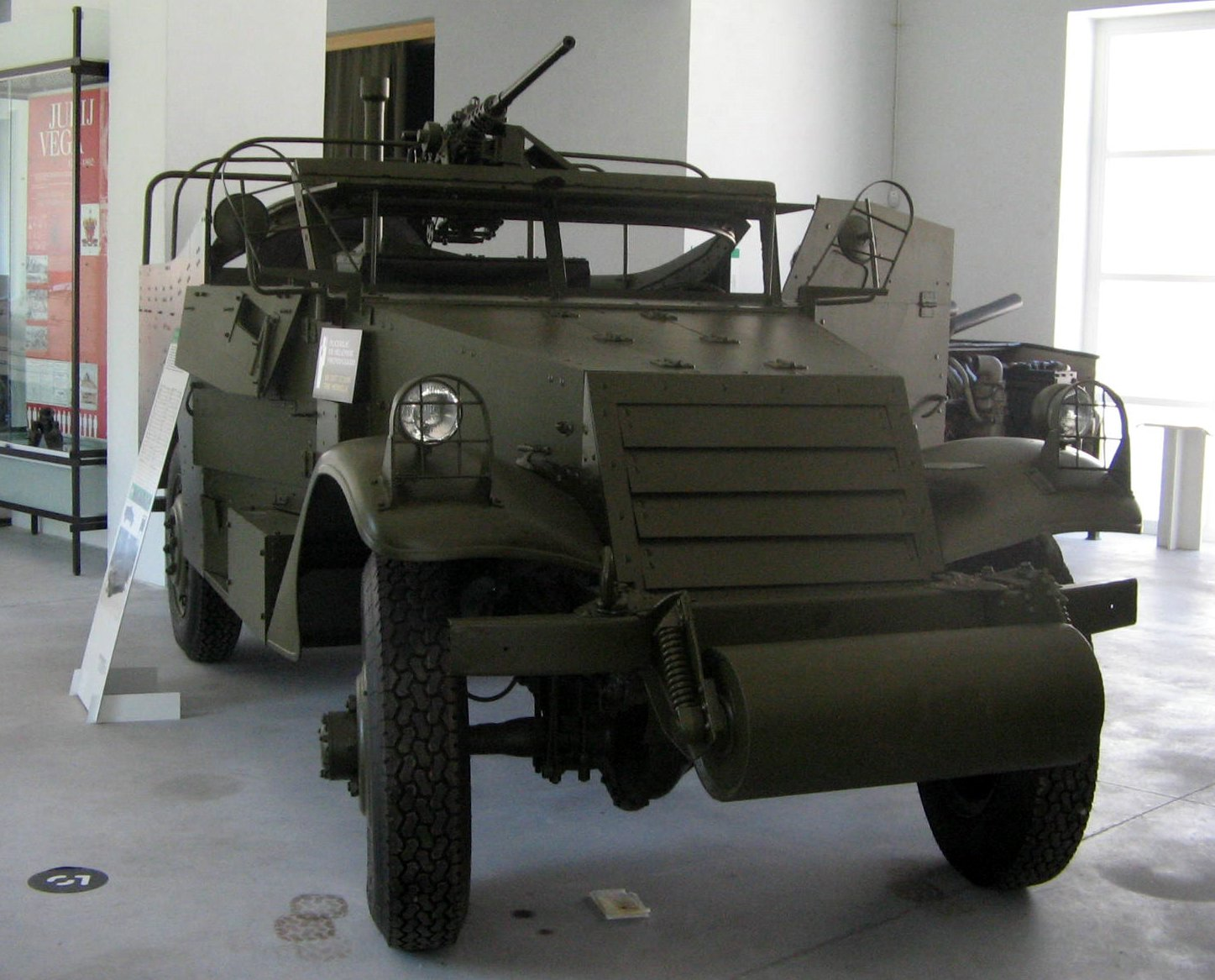
M3A1 Scout Car im Militärhistorischen Park Pivka
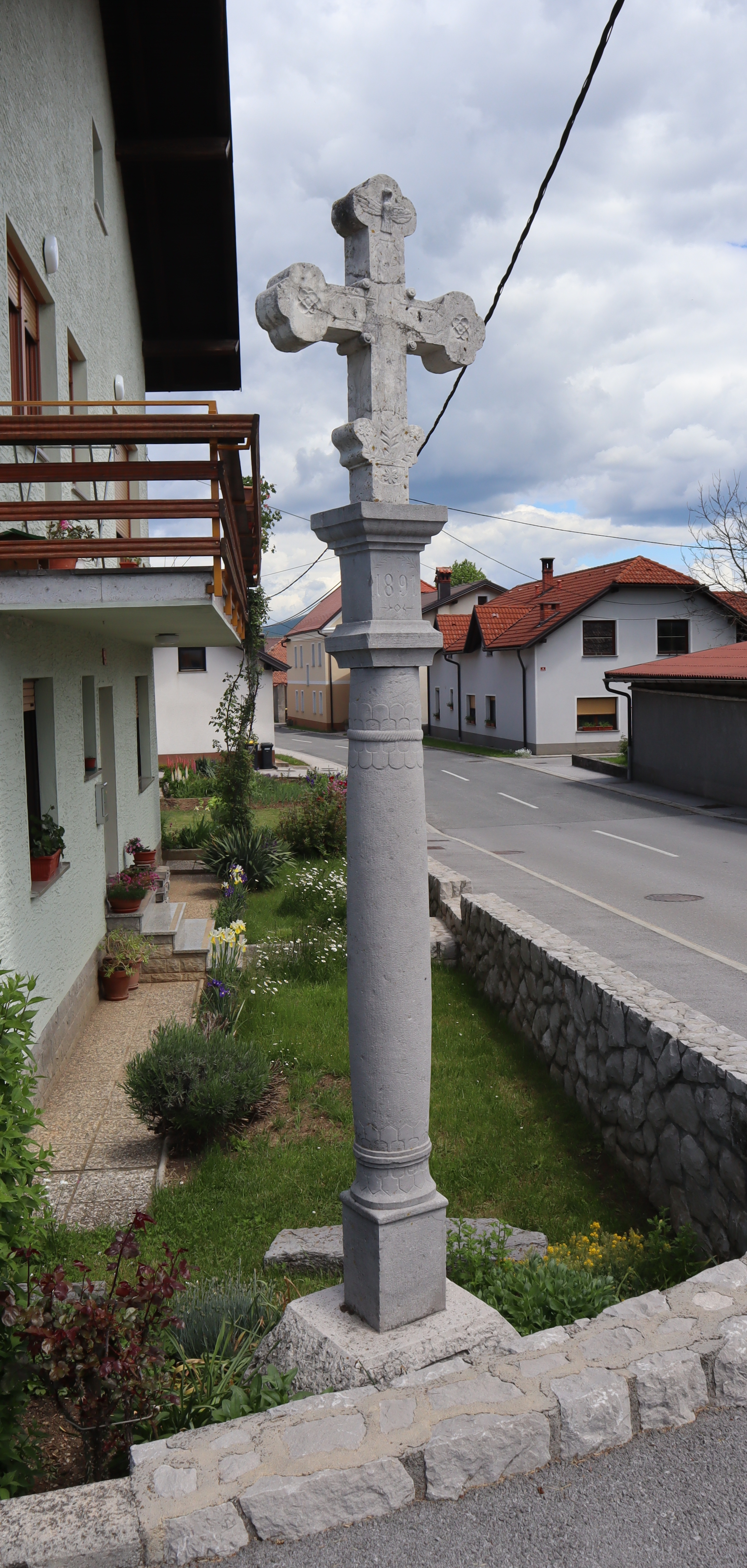
Wegekreuz (1891)